# Walter Tennyson Swingle
Walter Tennyson Swingle (Canaan, 8 gennaio 1871 – Washington, 19 gennaio 1952) è stato un botanico e biologo statunitense.
Tra il 1912 e il 1926, ha pubblicato numerosi articoli sulla tassonomia della sottofamiglia Aurantioideae (Rutaceae).

## Alcune opere
- The date palm and its utilization in the southwestern states (1904)
- The Botany of Citrus and Its Wild Relatives (1943)
- Our Agricultural Debt to China (1945)

| Swingle è l'abbreviazione standard utilizzata per le piante descritte da Walter Tennyson Swingle. Consulta l'elenco delle piante assegnate a questo autore dall'IPNI. |